# 岡見村
岡見村（おかみむら）は、島根県那賀郡にあった村。現在の浜田市の一部にあたる。

## 地理
北は日本海に面し、岡見川の下流域に位置していた。

## 歴史
- 1889年（明治22年）4月1日、町村制の施行により、那賀郡岡見村が単独で村制施行し、岡見村が発足[1][2]。
- 1955年（昭和30年）4月1日 - 那賀郡三隅町、黒沢村、三保村、井野村（一部、大字井野字羽原を除く）、大麻村（一部、字折居の一部・東平原の大部分）と合併して三隅町が存続して廃止された[1][2]。

### 地名の由来
岡崎村より高く見上げる地にあるため。その他の説もあり。

## 産業
- 農業、漁業、半紙[1]。